# Frédéric de Chapeaurouge

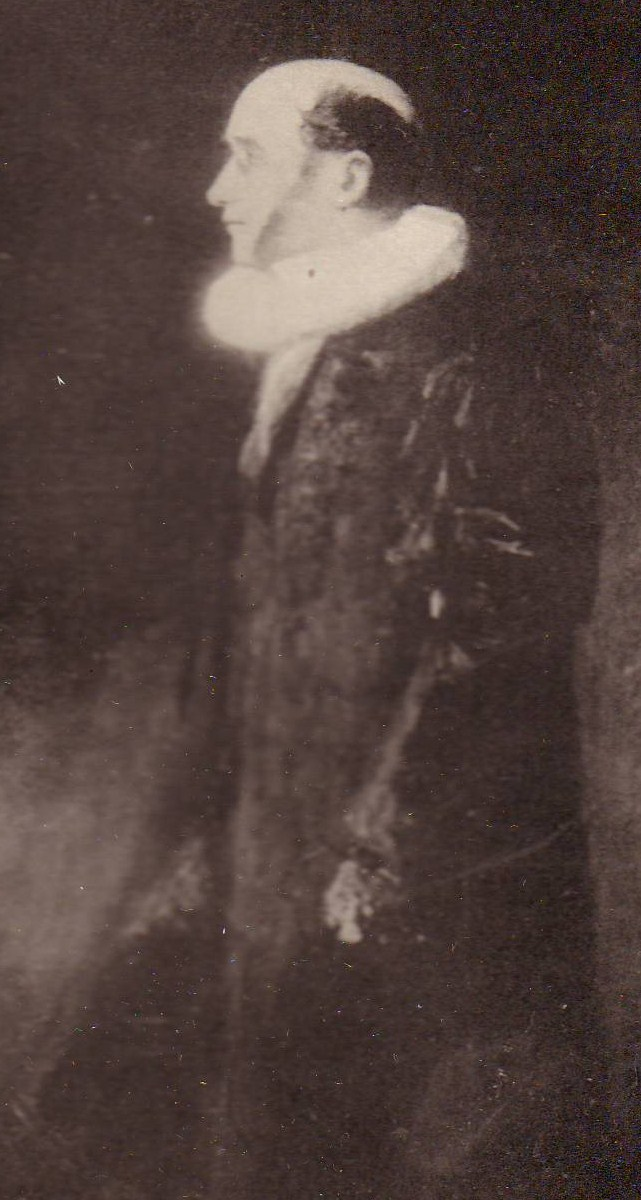
Frédéric de Chapeaurouge

Frédéric Charles Adolphe de Chapeaurouge (* 11. Dezember 1813 in Hamburg; † 10. August 1867 ebenda) war ein deutscher Hamburger Kaufmann und Senator.

## Familie
De Chapeaurouges Vorfahren stammten ursprünglich aus Straßburg. 1468 erhielt ein Jean de Chapeaurouge das Bürgerrecht in Genf, wo die Familie bis zur Französischen Revolution zahlreiche hohe Staatsämter bekleidete. Seit dem späten 18. Jahrhundert waren mehrere Abkömmlinge der Familie in Hamburg ansässig geworden, während der Genfer Familienzweig im 19. Jahrhundert erlosch.
Frédéric Charles Adolphe war der Sohn des Präses der Hamburger Handelskammer und Kaufmanns Jaques Henri de Chapeaurouge (1780–1854) und dessen Frau Caroline, geb. Hanbury. Er war verheiratet mit Agnes Caroline Helene geborene von Hagedorn (* 24. Juni 1817 in Hamburg; † 23. April 1900 in Mexiko-Stadt). Sie war die Tochter von Johann Christian Frederick von Hagedorn und seiner Ehefrau Maria Elisabeth. Seine Kinder waren unter anderen Adolphe de Chapeaurouge (1849–1881), Begründer des heute noch existierenden mexikanischen Familienzweiges, sowie Donat de Chapeaurouge (* 7. Mai 1853 in Hamburg; † 21. Mai 1920 ebenda). Donat und seine Ehefrau Maria waren die Eltern von Margot Andree, Donat und Carlos de Chapeaurouge und von Sofie von Richthofen.

## Leben

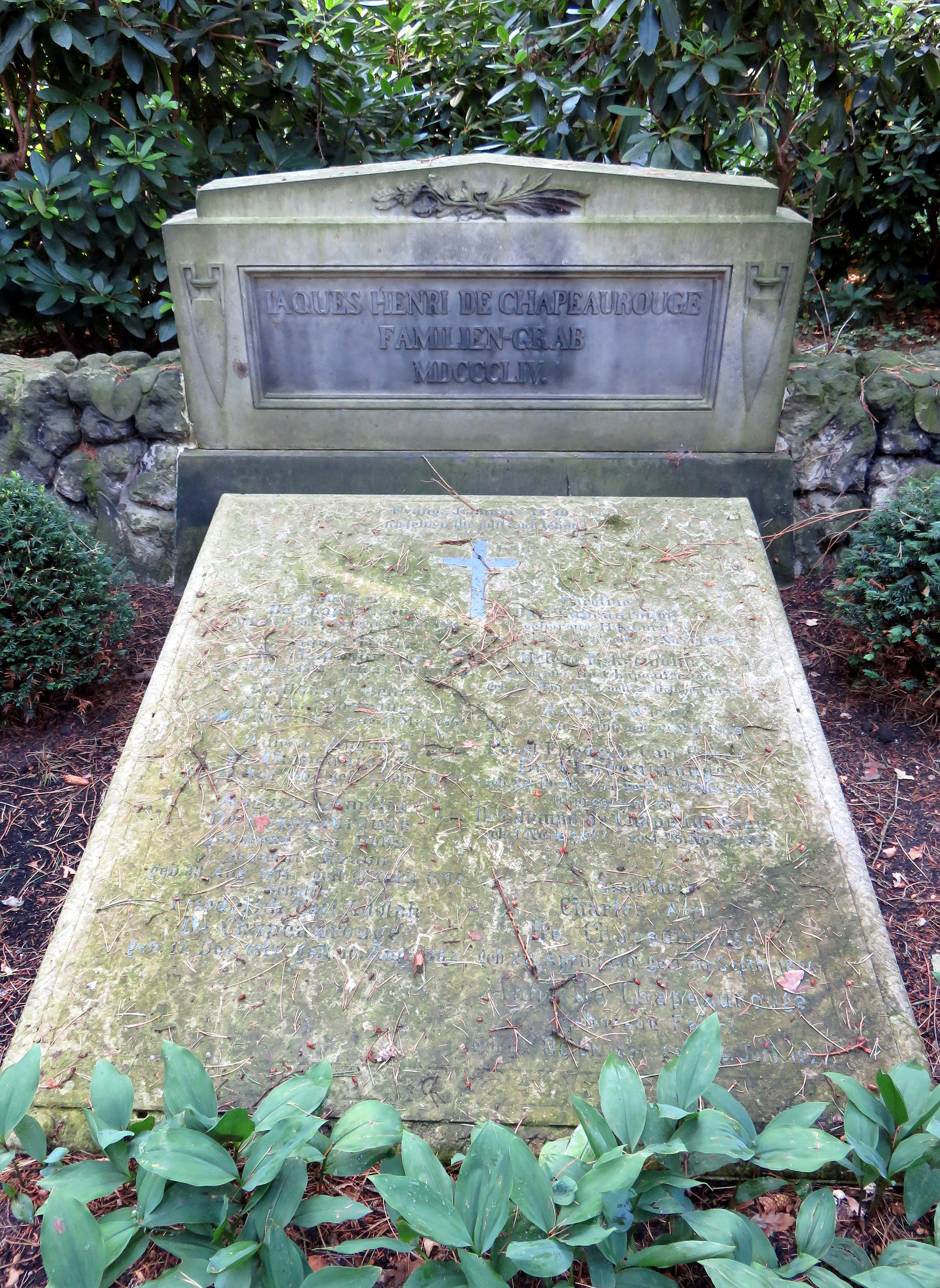
Familiengrab auf dem Friedhof Ohlsdorf

Frédéric de Chapeaurouge war Kaufmann, Bankier und Teilhaber das Handels- und Bankhauses J. H. & A. Chapeaurouge in Hamburg. Er engagierte sich in der Hamburger Kommunalverwaltung und wurde 1845 und 1847 für jeweils ein Jahr als Richter am Niedergericht berufen. Von 1848 bis 1851 war er Handelsrichter. Wie viele seiner Vorfahren bekleidete er von 1854 bis 1856 das Amt des Ältesten der französisch-reformierten Gemeinde in Hamburg, die seit 1744 dort bestand. Am 5. Mai 1858 wurde de Chapeaurouge in den Hamburger Rat (seit 1860 Senat) gewählt. Er war der zweite de Chapeaurouge, der ein Senatsamt bekleidete: Schon sein Vetter Ami de Chapeaurouge (1800–1860) war von 1852 bis zu seinem Tod Senator gewesen, sein jüngerer Bruder Charles Ami de Chapeaurouge (1830–1897) wirkte ab Dezember 1867 im Senat. De Chapeaurouge war im Senat vor allem in der Finanzdeputation und im Bereich Steuern und Zöllen tätig, von 1863 bis 1867 war er Mitglied der Militärdeputation. Zeitweise wirkte er auch als Prätor des Waisenhauses. Zu seinem Nachfolger wurde nach einiger Verzögerung Emil von Melle gewählt. Nach seinem Tod wurde 1925 sein Neffe Paul de Chapeaurouge (1876–1952) auch zum Senator gewählt.
Auf dem Hamburger Friedhof Ohlsdorf befindet sich bei Planquadrat Q 25 nördlich vom Wasserturm die Grabstätte der Hamburger Familie „Jacques Henri de Chapeaurouge“. Ursprünglicher Standort ab 1854 war der Begräbnisplatz der St. Petri Kirche (Teil der ehemaligen Dammtorfriedhöfe). Fréderic Charles Adolphe de Chapeaurouge wird auf der Gemeinschaftsgrabplatte links unten mit dem Vornamen Friederich Carl Adolph genannt.